# 기지마다이라촌
기지마다이라촌(일본어: 木島平村)은 일본 나가노현 북동부에 있는 시모타카이군의 촌이다.

## 인접하는 자치체
- 이야마시
- 나카노시
- 시모타카이군 노자와온센촌, 야마노우치정
- 시모미노치군 사카에촌

## 역사
- 1876년 1월 14일 - 오고촌, 호타카촌이 성립하였다.
- 1879년 3월 4일 - 가미키지마촌, 야마쿠치신덴촌이 합병해 가미키지마촌이 되었다.
- 1955년 2월 1일 - 호타카촌, 오고촌, 가미키지마촌 등 3개 촌이 합병해 탄생했다.

## 인구
| 연도 | 인구  | ±%     |
| ---- | ----- | ------ |
| 1940 | 6,964 | —      |
| 1950 | 8,387 | +20.4% |
| 1960 | 7,735 | −7.8%  |
| 1970 | 6,470 | −16.4% |
| 1980 | 6,077 | −6.1%  |
| 1990 | 5,887 | −3.1%  |
| 2000 | 5,513 | −6.4%  |
| 2010 | 4,942 | −10.4% |

## 교통

### 도로
- 국도 403호선(일본어판)